# Sonate, op. 1 (Vivaldi)
Le 12 sonate per due violini e basso continuo sono una composizione di Antonio Vivaldi, di cui costituiscono l'op. 1.
Il compositore offrì queste sonate a tre all'editore veneziano Giuseppe Sala nel 1705. Furono pubblicate come "Suonate da camera a trè, due violini e violone ò cembalo".
- Sonata n.1 in sol minore, RV 73
- Sonata n.2 in mi minore, RV 67
- Sonata n.3 in do maggiore, RV 61
- Sonata n.4 in mi maggiore, RV 66
- Sonata n.5 in fa maggiore, RV 69
- Sonata n.6 in re maggiore, RV 62
- Sonata n.7 in mi bemolle maggiore, RV 65
- Sonata n.8 in re minore, RV 64
- Sonata n.9 in la maggiore, RV 75
- Sonata n.10 in si bemolle maggiore, RV 78
- Sonata n.11 in si minore, RV 79
- Sonata n.12 in re minore, RV 63

La sonata conclusiva è un insieme di variazioni del famoso tema "Follia".